# Dirphia varia
Dirphia varia är en fjärilsart som beskrevs av Walker 1855. Dirphia varia ingår i släktet Dirphia och familjen påfågelsspinnare. Inga underarter finns listade i Catalogue of Life.